# Gmina Opalenica
Gmina Opalenica je polská městsko-vesnická gmina v okrese Nowy Tomyśl ve Velkopolském vojvodství. Sídlem gminy je město Opalenica. V roce 2020 zde žilo 16 320 obyvatel. Hustota zalidnění je 110 osob/km².
Gmina má rozlohu 148,9 km² a zabírá 14,7 % rozlohy okresu.

## Části gminy
StarostenstvíDakowy Mokre, Jastrzębniki, Kopanki, Kozłowo, Łagwy, Łęczyce, Niegolewo, Porażyn, Porażyn-Dworzec, Rudniki, Sielinko, Terespotockie, Troszczyn, Urbanowo, Uścięcice, Wojnowice
Sídla bez statusu starostenstvíBukowiec Stary, Drapak, Porażyn (Ośrodek), Porażyn-Tartak, Sielinko (Troszczyn)

## Sousední gminy
| Růžice kompasu | Kuślin      | Duszniki              | Buk     | Růžice kompasu |
| Růžice kompasu | Nowy Tomyśl | Sever                 |         | Růžice kompasu |
| Růžice kompasu | Nowy Tomyśl | Gmina Opalenica       |         | Růžice kompasu |
| Růžice kompasu | Nowy Tomyśl | Jih                   |         | Růžice kompasu |
| Růžice kompasu |             | Grodzisk Wielkopolski | Granowo | Růžice kompasu |